# زوتا (جورجیا)
زوتا (به انگلیسی: Zuta) یک منطقهٔ مسکونی در ایالات متحده آمریکا است که در شهرستان گلین، جورجیا واقع شده است. زوتا ۶٫۱ متر بالاتر از سطح دریا قرار دارد.